# Arkeos
Pour l’article ayant un titre homophone, voir Musée archéologique Arkéos.
Arkeos est un jeu de rôle édité en 2004 par eWs (Extraordinary Worlds Studio), sous la forme de quatre petits livrets à parution périodique (env. 12 € le livret). Arkeos est le premier des EW-Universes.

## Règles
Les règles du jeu de 2004 sont celle du EW-System. C'est un système de jeu à compétences.
Les règles d’Arkeos Adventures (2020) utilisent des cartes au format des cartes à jouer. Le joueur ou la joueuse dispose d'une réserve de 12 points qu'il ou elle peut utiliser pour réaliser des actions qui peuvent coûter un ou plusieurs points.

## Univers
Le monde d'Arkeos est celui des années 1930 teinté de fantastique, dans l'ambiance des pulps.

## Publications
En tant qu’EW-Universe, il se compose de quatre livrets de base :
- le premier livret, L'Ombre du conquistador (mars 2004), comprend les règles, un écran, la description du monde et un scénario ;
- le deuxième livret s'intitule Le Masque d'ébène et comprend quatre scénarios ;
- le troisième livret s'appelle Les Cendres du dragon (septembre 2004) ;
- le quatrième livret s'intitule Les Reflets de l'Histoire (décembre 2004) ;

La série comprend un cinquième livret, Les Cités d'or (février 2005), un « carnet de voyage ».
En septembre 2020, Christian Grussi annonce son intention de relancer la gamme avec une « nouvelle mouture sera clairement axée narration, au travers d’une mécanique qui sera un soutien constant de celle-ci, permettant une immersion pleine en entière dans l’histoire » sous le nom d’Arkeos Adventure.